# くずまきワイン
くずまきワインは、岩手県葛巻町で造られているワイン。葛巻町の特産物であるヤマブドウを利用したワインが中心である。
岩手県を代表するワインブランドの一つである。

## 概要
「ミルクとワインとクリーンエネルギーのまち」を掲げる葛巻町が中心となって設立した第三セクターの株式会社岩手くずまきワインが1987年から製造しているワインの銘柄である。
会社は第三セクターとしては安定した経営状況にあるとされる。常務取締役は葛巻町長の鈴木重男。
くずまき高原牧場（1976年、ミルク）、グリーンパワーくずまき風力発電所（2003年、クリーンエネルギー）、ホテルのグリーンテージくずまき（1993年）などと合わせて、「循環型地場産業形成政策」の成功例とされる。

## 歴史
葛巻町は北上山地の山麓に位置し、酪農が盛んな土地であるが、寒さが厳しい気候のため、農作物はなかなか育たない。
昭和60年代の日本では、大分県を発祥とする一村一品運動が日本全国に拡がっていた時期でもあり、当時の町長である高橋吟太郎が「町の特産物を作りたい」と、山中に実るヤマブドウを原料としたワイン造りを目指した。岩手県はヤマブドウの生産量では日本一であり、葛巻町内にある縄文時代の遺跡からはヤマブドウの大量の種や、搾ったヤマブドウ果汁を発酵させ酒にしていたとみられる土器も出土している。葛巻町を含む岩手県北部では、古くから産前産後の女性の滋養強壮食としてヤマブドウ果汁を飲ませる伝統もあり、残ったヤマブドウ果汁が自然発酵してできた酒を飲むような風習もあった。
1980年に役場職員を北海道池田町に派遣し、ワイン醸造の研修を行わせる。1985年にはヤマブドウの苗木を生産開始。1986年に第三セクターとして「葛巻高原食品加工(株）」が設立され、ワイン工場が建設された。ワイン生産開始は1987年からとなる。
当初はヤマブドウの酸味が裏目に出て「葛巻のワインは美味しくない」と低評判であった。売り上げは5000万円ちょっとである、会社の経営的にも厳しい状況だった。だが、葛巻町の町民にとってヤマブドウとは「産後の女性や病人の見舞いに持っていく」ような滋養のある果実であり、馴染みのある果実であったため、ヤマブドウでのワイン作りは諦め難かった。
後に葛巻町町長ともなる鈴木重男は町職員として最初からワインづくりに携わっており、1995年からは常務を務めている。鈴木は職員をドイツへ派遣し、通常のブドウで口当たりの良い「ほたる」（赤ワイン、白ワイン）を醸造し、販売したところ、これがヒットする。当時の日本では赤ワインブームがおきており、このブームも後押しとなった。
ヤマブドウの使用量を変えるなど、製法に改良を重ねて行った結果、2016年度には年間4億5000万円超の売り上げを出す、誰もが認める葛巻町の主要産となっている。
2017年に「（株）岩手くずまきワイン」と社名を変更する。
2023年度からは、岩手県立葛巻高等学校生徒が企画した葛巻町のグルメや自然を満喫する日帰りツアーも開催され、初年度は予約開始から5日間で60人分が完売し、キャンセル待ちが出る盛況ぶりであった。

## 主な銘柄

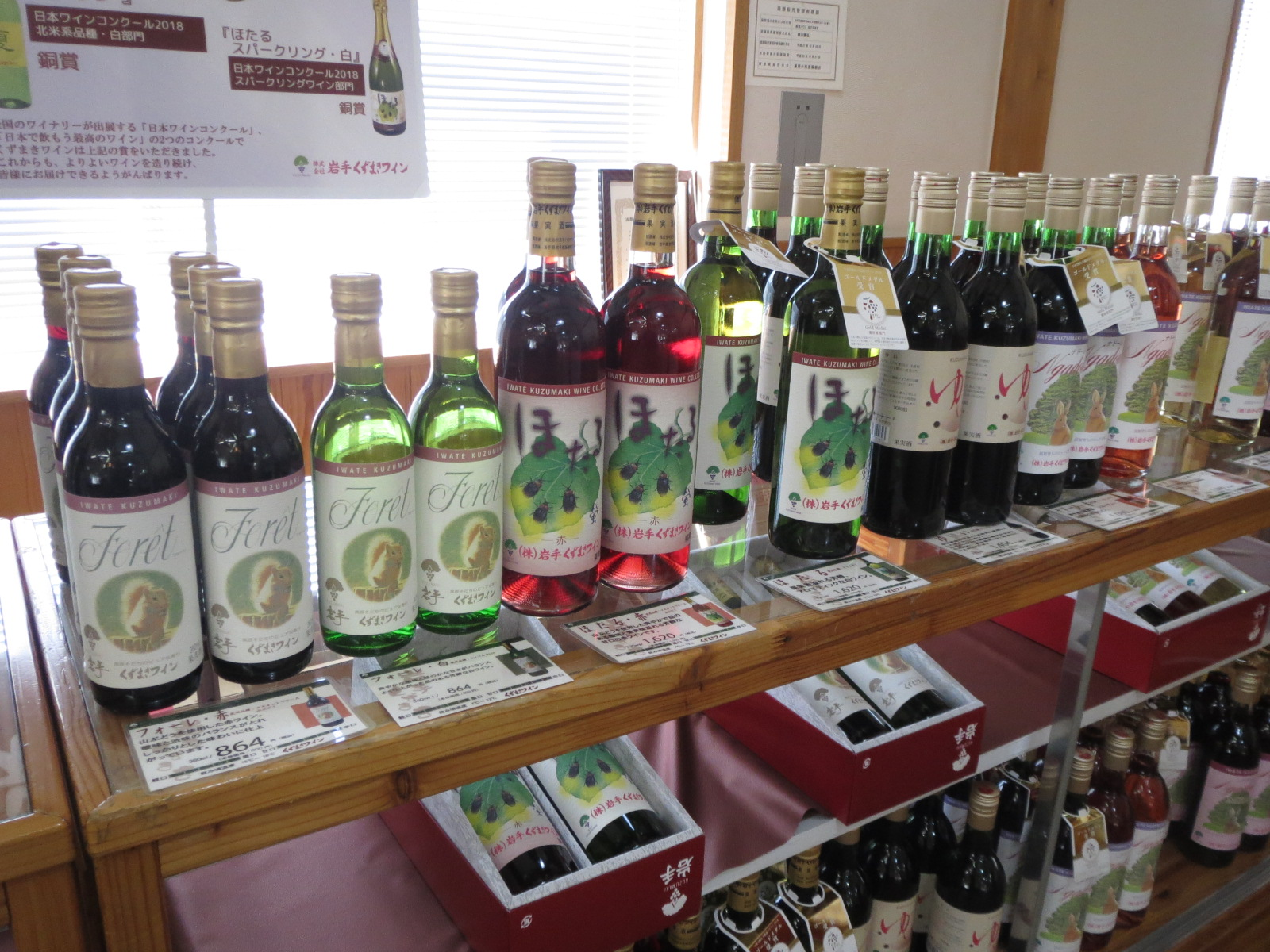
陳列されたボトル

- ほたる（赤・白） - ヤマブドウではない通常のブドウを使ったワイン。ほたる白は販売量が最も多い（2016年時点）[1]。
- 山ぶどうワイン - ヤマブドウ100%ワイン。1988年年に最初に発売された銘柄であるが、上述のように酸味が強く不評であった[1]。
- フォーレ - ヤマブドウ交配種を使用したワイン。山ぶどうワインと共に1988年より販売[1]。
- ゆい（赤） - ヤマブドウを使用したやや甘口。2番目の人気銘柄[1]。

このほかに、ブランデーの生産や遠野市、岩泉町のご当地ワインの生産を行っている。

### 国産ワインコンクール受賞歴
国産ワインコンクールでは以下の受賞歴を持つ。

#### ロゼ部門
- 『ナドーレ・ロゼ』
  - 2004年 - 銅賞
  - 2007年 - 銅賞
  - 2008年 - 銅賞
- 『フォーレ・ロゼ』
  - 2003年 - 銅賞
  - 2004年 - 銅賞
  - 2006年 - 奨励賞
  - 2007年 - 銅賞
  - 2008年 - 奨励賞

#### 国産改良品種、赤部門
- 『フォーレ・赤』
  - 2006年 - 銅賞
  - 2007年 - 奨励賞
  - 2008年 - 奨励賞